# Marseille mes amours
Pour plus de détails, voir Fiche technique et Distribution.
Marseille mes amours est un film français réalisé en 1939 par Jacques Daniel-Norman, sorti en 1940.

## Fiche technique
- Titre : Marseille mes amours
- Réalisation : Jacques Daniel-Norman
- Scénario et dialogues : Paul Schiller et Jacques Daniel-Norman, d'après l'opérette d'Émile Audiffred, Marc-Cab et Charles Tutelier (1938)
- Photographie : André Bac
- Décors : René Renoux
- Chansons : Georges Sellers, Émile Audiffred et Marc-Cab
- Musique : Georges Van Parys
- Montage : Raymond Leboursier
- Société de production : GARB Productions
- Pays de production :  France
- Format : Noir et blanc - 35 mm - 1,37:1 - Mono
- Durée : 90 minutes
- Date de sortie : 
  - France : 15 avril 1940

## Distribution
- Reda Caire : André Barigoule
- Léon Bélières : Maître Pastèque
- Gorlett : Pétoulet Pésenas
- Mireille Ponsard : Nini Bonvalon
- Suzanne Dehelly : Tante Zoé
- Maximilienne : Tante Églantine
- Nina Myral : Tante Anna
- Janine Roger : Mariette
- Annie Avril
- Guillaume Lambrette